# تحليل شبكات أنابيب
في جريان الموائع، يعرف تحليل شبكات الأنابيب على أنه تحليل لتدفق السوائل عبر شبكة هيدروليكية، تحتوي على العديد من الأفرع المترابطة. ويعد الهدف من هذا التحليل تحديد نسب التدفق ودرجات هبوط الضغط في الأقسام الفردية للشبكة. وهذه إحدى المشكلات الشائعة في التصميم الهيدروليكي.

## الوصف
حتى يمكن توجيه المياه إلى العديد من الأفراد في نظام إمداد المياه بالبلديات، يتم توجيه المياه عبر شبكة مياه عذبة. ويتألف الجزء الأكبر من هذه الشبكة من أنابيب متصلة. وينتج عن هذه الشبكة فئة خاصة من المشكلات في التصميم الهيدروليكي، يشار إليها عادة باسم تحليل شبكات الأنابيب. ومن الحلول الحديثة لهذه المشكلات استخدام برنامج حاسوب متخصص حتى يمكن حلها تلقائيًا. وعلى الرغم من ذلك، يمكن معالجة هذه المشكلات بطرق أبسط مثل استخدام جدول ممتد مزود ببرنامج لحل المشكلات، أو آلة حديثة لحساب الرسوم البيانية.

## تحليل الشبكات
بمجرد حل عوامل الاحتكاك، يمكننا البدء في التفكير في مشكلة الشبكات. ويمكننا حل الشبكة باستيفاء الشرطين التاليين.
1. عند أي نقطة اتصال، يجب أن يكون التدفق إلى داخل نقطة الاتصال مساويًا لتدفقه خارجها.
2. بين أي نقطتي اتصال، يصبح فقد الضغط معتمدًا على الطريق الذي يأخذه المائع.

يتمثل النهج التقليدي لحل هذه الشبكات في استخدام طريقة هاردي كروس (Hardy Cross). في هذه الطريقة، نبدأ بوضع قيم ابتدائية للتدفقات في الشبكة. فإذا دخلت Q7 نقطة اتصال و غادر Q6 وQ4 نفس نقطة الاتصال، فإن القيمة الابتدائية يجب أن تفي بالمعادلة Q7 = Q6 + Q4. وبعد وضع القيمة الابتدائية، توضع حلقة ما في الاعتبار حتى يمكن تقييم شرطنا الثاني. ومع وجود عقدة بداية، فإننا نلتف حول الحلقة في اتجاه عقارب الساعة، كما هو موضح في الحلقة 1. ثم نضيف قيمة فواقد الضغط وفقًا لمعادلة دارسي ويسباش (Darcy–Weisbach) لكل أنبوب، إذا كان اتجاه Q نفس اتجاه الحلقة أي Q1، وطرح فقد الضغط إذا كان التدفق في اتجاه معاكس كما في Q4. ولاستيفاء الشرط الثاني، يجب أن تصبح النتيجة حول الحلقة 0 إذا كانت الشبكة قد حلت بالكامل. فإذا كان المجموع الفعلي لفاقد الضغط لا يساوي 0، فإننا نقوم بضبط جميع التدفقات في الحلقة بالقدر الوارد في المعادلة التالية، حيث يكون الضبط الإيجابي في اتجاه عقارب الساعة.
{\displaystyle \Delta Q={\frac {\sum {\scriptstyle {\text{head loss}}_{c}}-\sum {\scriptstyle {\text{head loss}}_{cc}}}{n\cdot (\sum {\frac {{\text{head loss}}_{c}}{Q_{c}}}+\sum {\frac {{\text{head loss}}_{cc}}{Q_{cc}}})}},}
حيث
- n تساوي 1.85 لدى هازن-ويليامز (Hazen-Williams)
- n هي 2 لدى دارسي-ويسباش.

ويعني محدد اتجاه عقارب الساعة (c) التدفقات التي تتحرك في اتجاه عقارب الساعة في حلقتنا، بينما محدِد عكس اتجاه عقارب الساعة (cc) يعني التدفقات التي تجري عكس عقارب الساعة فقط.
ولن يقوم هذا الضبط بحل المشكلة، لأن معظم الشبكات تحتوي على حلقات متعددة. وعلى الرغم من ذلك، ليس هناك مانع من إجراء هذا الضبط لأن تغيرات التدفق لن تغير من الشرط 1، وبالتالي ما زالت الحلقات الأخرى قادرة على تلبية الشرط 1. ومع هذا يجب علينا استخدام النتائج من الحلقة الأولى إذا تقدمنا لمعالجة أي حلقات أخرى.
وتتمثل الطريقة الأحدث في صياغة مجموعة من الشروط من معايير نقاط الاتصال وفواقد الاحتكاك. ثم نستخدم خوارزمية إيجاد الجذور للتوصل إلى قيم Q التي تفي بجميع المعادلات. وفي معادلات فواقد الاحتكاك الظاهري يستخدم المصطلح Q2, ولكننا نريد الحفاظ على أي تغيرات تطرأ على الاتجاه. قم بصياغة معادلة منفصلة لكل حلقة حيث يتم إضافة فواقد الضغط، ولكن بدلاً من تربيع Q، استخدم |Q|·Q (حيث إن |Q| هي القيمة المطلقة لـ Q) في المعادلة. وهكذا، فإن تغير أي إشارة سوف ينعكس بشكل ملائم في نتيجة حساب فاقد الضغط.